# 卡尔-汉斯·里姆
卡尔-汉斯·里姆（德語：Karl-Hans Riehm，1951年5月31日—），德国男子田径运动员。他曾代表西德参加1972年、1976年和1984年夏季奥林匹克运动会田径比赛，其中1984年奥运会获得一枚银牌。